# Вудсайд (округ Полк)
Вудсайд (англ. Woodside) — тауншип в округе Полк, Миннесота, США. На 2000 год его население составило 514 человек.

## География
По данным Бюро переписи населения США площадь тауншипа составляет 92,8 км², из которых 79,9 км² занимает суша, а 12,9 км² — вода (13,95 %).

## Демография
По данным переписи населения 2000 года здесь находились 514 человек, 210 домохозяйств и 162 семьи. Плотность населения — 6,4 чел./км². На территории тауншипа расположено 653 постройки со средней плотностью 8,2 построек на один квадратный километр. Расовый состав населения: 98,44 % белых, 0,78 % коренных американцев и 0,78 % приходится на две или более других рас. Испанцы или латиноамериканцы любой расы составляли 0,19 % от популяции тауншипа.
Из 210 домохозяйств в 27,6 % воспитывались дети до 18 лет, в 73,3 % проживали супружеские пары, в 1,9 % проживали незамужние женщины и в 22,4 % домохозяйств проживали несемейные люди. 19,0 % домохозяйств состояли из одного человека, при том 7,6 % из — одиноких пожилых людей старше 65 лет. Средний размер домохозяйства — 2,45, а семьи — 2,79 человека.
22,6 % населения — младше 18 лет, 4,3 % — в возрасте от 18 до 24 лет, 23,3 % — от 25 до 44, 35,2 % — от 45 до 64, и 14,6 % — старше 65 лет. Средний возраст — 45 лет. На каждые 100 женщин приходилось 116,0 мужчин. На каждые 100 женщин старше 18 приходилось 110,6 мужчин.
Средний годовой доход домохозяйства составлял 39 750 долларов, а средний годовой доход семьи — 49 250 долларов. Средний доход мужчин — 35 341 доллар, в то время как у женщин — 21 500. Доход на душу населения составил 20 433 доллара. За чертой бедности находились 7,0 % семей и 10,6 % всего населения тауншипа, из которых 11,5 % младше 18 и 5,7 % старше 65 лет.